# 西武山口線
山口線（やまぐちせん）は、東京都東村山市の多摩湖駅と埼玉県所沢市の西武球場前駅間を結ぶ西武鉄道の案内軌条式鉄道（AGT）路線である。愛称「レオライナー」。駅ナンバリングで使われる路線記号はSY。
本項では前身であるおとぎ線についても記載する。

## 路線データ
案内軌条式鉄道化後のもの。
- 路線距離（営業キロ）：2.8 km
- 方式：側方案内軌条式、空気入りゴムタイヤ（補助輪入り）
- 駅数：3駅（起終点駅含む）、1信号場
- 複線区間：なし（全線単線）
- 電気方式：直流750 V
- 最高速度：50 km/h[5]
- 構築物：車両基地1か所、トンネル5か所（交差道路部4か所・その他1か所、総延長は約350 m[4]）、橋梁7か所（総延長は約395 m[4]）、変電所1か所
- 信号保安設備：地上信号式、第1種電気継電連動装置（ARC付）、点制御による多情報変周式車上パターン式ATS
- 通信設備：列車無線装置、ホーム監視テレビを3駅に設置

駅付近を除き、大半の区間で村山下貯水池（多摩湖）の北岸に沿って走る。ただし、貯水池周辺は水源かん養保安林が形成されているため、列車内から湖面が見える箇所は少ない。
建設は、施設・電気・軌道・車両すべてを住友商事と西武建設の共同企業体（JV）に総額約38億円で一括発注した。1 kmあたりの建設費用は約11億円である。

## 歴史
元々は1950年（昭和25年）に開業した多摩湖ホテル前駅とユネスコ村駅を結ぶ単線「おとぎ線」を走る、「おとぎ電車」または「おとぎ列車」と呼ばれた遊戯施設で軌間762 mmの「軽便鉄道」だった。建設にあたって50ポンド第10種レールの中古品が使用されたが、大半は九州鉄道がドイツから輸入したウニオン社（de:Union, AG für Bergbau, Eisen- und Stahl-Industrie）製のものであった。
1952年（昭和27年）に「おとぎ線」を地方鉄道法に基づく地方鉄道に転換し「山口線」と改称したが、「おとぎ電車」（または「おとぎ列車」）の名はその後も用いられた。運賃は西武鉄道の他の一般鉄道路線とは別建てで大人片道200円、子供片道100円で営業時間は9時30分から17時30分まで。当初は蓄電池機関車（バッテリーロコ）牽引の列車だけだったが、1972年（昭和47年）に日本の鉄道100年を記念して蒸気機関車の運行を開始し、冬季以外は蒸気機関車牽引列車も走るようになった。蒸気機関車の交代にあわせて交代前年の1976年（昭和51年）にいったん運行を休止し、トンネルの切り通し化や架道橋の架け替えなどの改修を行って路盤強化を図った結果、蒸気機関車の重連運転も行われるようになった。
施設・車両の老朽化、ならびに多摩湖線から西武ライオンズ球場（現：ベルーナドーム）へのアクセス改善を図るため、1984年（昭和59年）5月に「おとぎ電車（おとぎ列車）」の運行を終了して大掛かりな改修工事を行い、一部区間の線形改良や起終点駅の変更を実施。これにより翌年案内軌条式鉄道（AGT）として開業し、西武の他路線と同一の運賃体系に統合された。なお、手続き上は従来のおとぎ電車（おとぎ列車）の路線を一旦廃線扱いとした上で、新たに案内軌条式鉄道の免許を取得している。
VVVF制御の実用化を念頭に置いた直流750 V電化の採用、キャブシグナルとATOによる自動（無人）運転ではなく通常の信号機を建植し、ATSを使用するワンマン運転の実施などイニシャル・ランニングコストの抑制に配慮した合理的なシステム構築が実現している。
日本の案内軌条式鉄道（AGT）路線で純民間企業経営のものは、2019年時点では山万ユーカリが丘線と西武山口線の2例のみである。さらに西武山口線は、都県境をまたぐ唯一の案内軌条式の鉄道路線である。

### 年表
- 1950年（昭和25年）8月1日 - 遊戯施設として「おとぎ線」多摩湖ホテル前 - 上堰堤間が開通。
- 1951年（昭和26年）9月16日 - 上堰堤 - ユネスコ村間を開通し、上堰堤駅を山口信号所に格下げ。
- 1952年（昭和27年）7月15日 - 多摩湖ホテル前 - ユネスコ村間 (3.7 km) を地方鉄道に転換。「山口線」に改称。
- 1963年（昭和38年）7月1日 - 多摩湖ホテル前駅を西武遊園地駅に改称。
- 1972年（昭和47年）6月2日 - 日本の鉄道100周年を機に蒸気機関車の運転を開始。
- 1976年（昭和51年）12月17日 - 改修工事のため運休。
- 1977年（昭和52年）3月19日 - 運行再開。
- 1979年（昭和54年）3月25日 - 西武遊園地駅を遊園地前駅に改称[11]。
- 1984年（昭和59年）
  - 4月16日 - 運輸省（当時）より山口線の新交通システムへの改良を認可[4]。翌4月17日より建設工事着工[4]。ただし、本格的な建設工事は下記の営業休止後[4]。
  - 5月13日 - さよなら運転セレモニー実施、遊園地駅での式典や蒸気機関車重連運転4便の運行など実施[12]。
  - 5月14日 - 案内軌条式への改良及び新運行区間整備のため営業休止[1]。
- 1985年（昭和60年）4月25日 - 案内軌条式鉄道として西武遊園地 - 西武球場前間 (2.8 km) 開業[2][3]。同時に遊園地前 - ユネスコ村間廃止。
- 2021年（令和3年）
  - 3月13日 - 西武遊園地駅を多摩湖駅に、遊園地西駅を西武園ゆうえんち駅にそれぞれ改称[13][14][15]。
  - 4月1日 - 太陽光発電所「西武武山ソーラーパワーステーション」（神奈川県横須賀市）で発電した環境価値付電力による、実質CO2排出ゼロでの運行を開始[16]。

## 運転
全列車が多摩湖駅 - 西武球場前駅間での運転である。通常ダイヤでは昼間は20分間隔、朝・夜間は30分間隔であるが、西武ドームでの野球・イベント開催時には臨時列車が運行され10分間隔となり、この時は東中峯信号場での列車交換が行われる。初電時刻は西武球場前発で6時50分台・多摩湖発は7時10分台、終電時刻は22時台で、西武鉄道の他の路線に比べ運行時間帯が短い。野球ナイター開催時の場合も終電延長はないため、この時間以降は狭山線などを利用することになる。なお、かつての朝・夜間や大晦日 - 元旦の終夜運転（2008年 - 2009年シーズン以降中止）時は40分間隔であった。すべての列車が多摩湖駅で多摩湖線の列車に、西武球場前駅で狭山線の列車と接続を考慮したダイヤとなっている。
野球開催時は下り列車において、東中峯信号場付近で西武球場前駅到着の案内放送後に、野球開催のお知らせと埼玉西武ライオンズの応援歌『吠えろライオンズ』のインストゥルメンタルが流れることがある。

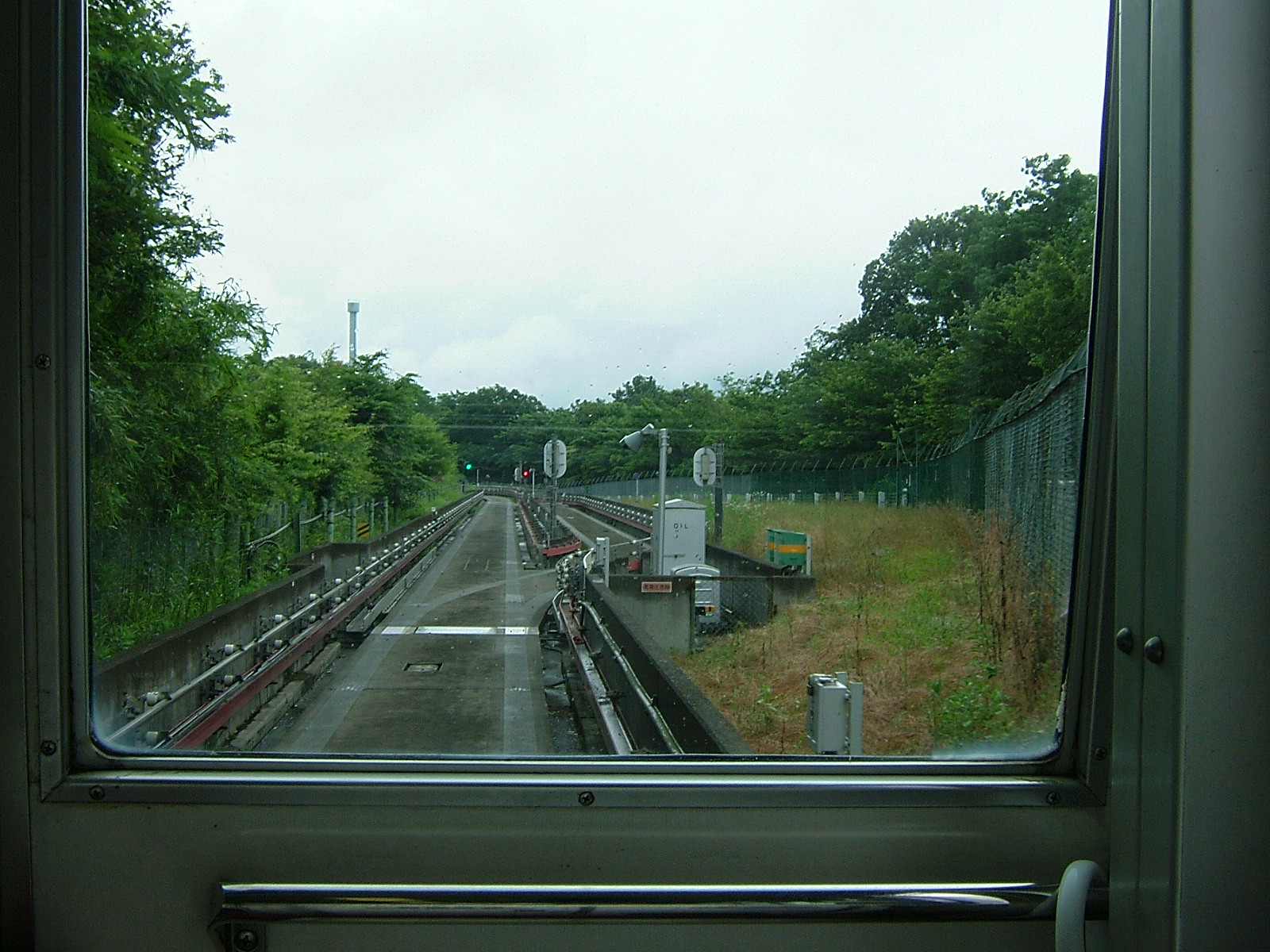
東中峯信号場

## 車両

### 案内軌条式鉄道化後
4両編成3本が運用されている。
- 8500系（8501 - 8504、8511 - 8514、8521 - 8524）
当線のAGT化のため、1985年に新潟鐵工所にて新製。AGTの車両として、また西武鉄道の車両として初のVVVFインバータ制御車である。
計画当初は7000系を製造する予定であることが外部にも公表されていたが、発注直前で中止となり、新たに設計し直している。

#### 導入予定車両
- 8500系の後継として、2025年度末から2027年度にかけて三菱重工製の新型車両を4両編成3本導入予定である[17]。

### 軽便鉄道時代

#### 蓄電池機関車
- B1形（1）
1950年のおとぎ線開業時に保谷電車区（後の保谷車両管理所、現在は廃止）で製造された。5形蒸気機関車の入線に伴い1977年廃車。
- B11形（11 - 15）
11は1952年中島自動車製、12 - 15は西武所沢車両工場製。出力は11kW×2機。制動機：手用（ハンドブレーキ）のみ。
13・15は21形客車22・25・26・27と共に路線廃止後に大井川鉄道へ譲渡されたが、営業運転に使用されることはなく[注釈 4]千頭駅構内で10年間前後も放置された後、静岡県浜松市にある宗教団体「ハレルヤコミュニティーチャーチ」に客車と共に譲渡された[18]。
13はその後2023年に関水金属が引き取り、埼玉県鶴ヶ島市に建設した鶴ヶ丘新工場に併設する「KATO Railway Park」にて登場当時の姿に復元され動態保存される予定となっている[19]。
15は西武リアルティソリューションズに再譲渡され、2024年に開店したエミテラス所沢で展示されている。

#### 蒸気機関車

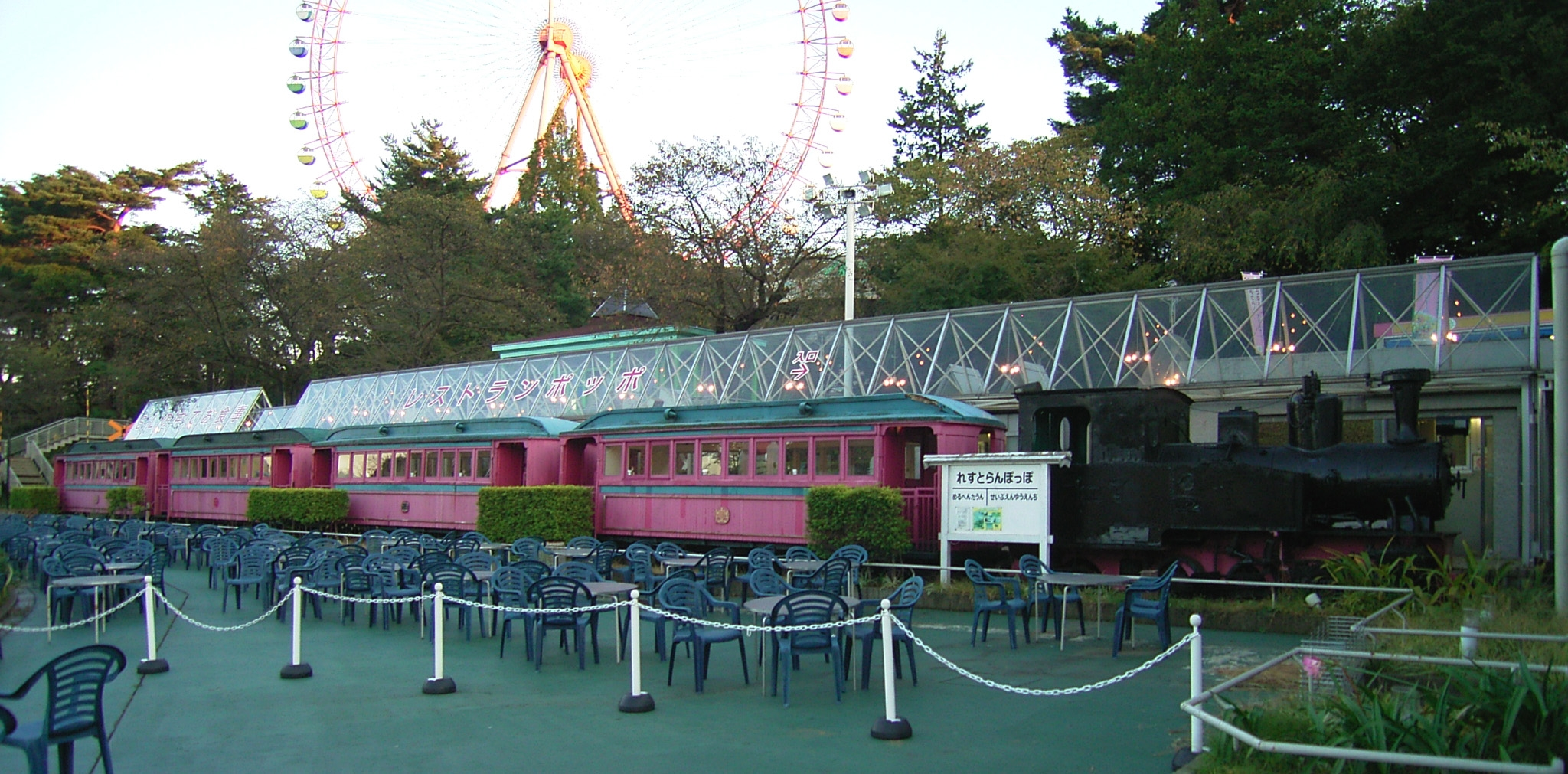
西武園ゆうえんちに展示されていたころの西武5形蒸気機関車・527号機

1形・2形・5形の3形式4機が存在し、いずれもドイツのコッペル製である。初期の車両は借り物であったことや老朽化を理由に代替が求められ、1976年12月に運行を終了。翌年3月より新たな車両で運行を再開した。
1976年まで
- 1形（2）
1972年のSL運転開始に合わせて、頸城鉄道2号機を借り入れたもの。新潟県から来たことから「謙信号」の愛称がつけられていた。
- 2形（1）
1形2号機より少し遅れて井笠鉄道1号機を借り入れたもの。先に入線した2号機とのペアという理由で「信玄号」の愛称がつけられた（井笠鉄道は岡山県の路線であり、車両には特に武田信玄との縁はない）。

1977年以降
- 5形（527・532）
台湾の台糖公司が保有していたものを譲り受けたもの。1形・2形に比べ車体が大きいため、導入前に一時運休してトンネル撤去など施設側の改良をおこなった。車両の選定にあたっては阿里山森林鉄路の蒸気機関車も候補にあがり現地調査もしたが、車体が大きくトンネルや橋梁の改修に多額の費用がかかるため断念している[20]。
SL運転休止後は1990年まで元ユネスコ村駅跡地で保存され、527は西武遊園地内でレストランとして使用された後に2011年6月に台湾の博物館に移設、532は北海道の「丸瀬布森林公園いこいの森」に静態保存の後、2024年より「KATO Railway Park」にて静態保存されている[19]。

#### 客車
- 1形（1 - 19）
おとぎ線開業に合わせて製造された幌屋根の開放型客車。蓄電池機関車牽引。1963年に1・2（初代）が密閉型客車に改造され、翌1964年の21形21・22への改番と同時に18・19が1・2（2代）に改番された。また1972年に3・5（初代）が21形25・26に改造され、同時に16・17が3・5（2代）に改番された。1973年に31形入線に伴い10 - 15が、1977年に5形蒸気機関車入線に伴い1・2（2代）・4・6・8が廃車され、軽便鉄道廃止まで残ったのは3・5（2代）・7・9の4両のみ。山口線休止後1両が埼玉県新座市在住の個人に譲渡され、2016年4月現在、塗装や幌屋根を補修し、静態保存されている。2022年3月、所有する個人の親族が代表を務める株式会社ブランシカが同車を飲食スペースに改装するため、クラウドファンディングを始めた[21]。
- 21形（21 - 26）
蓄電池機関車牽引の密閉型客車。一部に1形からの改造車を含む。21・22は前記の通り1963年に1形1・2 （初代）を雨天・冬期対策として密閉型に改造したもの。23・24は1964年に新造されたもの。25・26はSL運転対策として1972年に1形3・5 （初代）から改造されたものだが、31形の増備によりSL列車からは外されている。山口線休止後、一部がB11形と共に大井川鉄道へ譲渡された後、浜松市のハレルヤコミュニティチャーチに譲渡され、1両は埼玉県新座市の個人に1形1両と共に譲渡されたが、後に解体された。ハレルヤコミュニティチャーチに譲渡されたうちの22はB13とともに関水金属が引き取り、登場時の1形2号車へ復元の上で「KATO Railway Park」にて動態保存される予定[19]。
- 31形（31 - 38）
SL運転開始に合わせて井笠鉄道から譲り受けたオープンデッキの木造客車で、当然蒸気機関車牽引であった。31 - 34はモニター（ダブルルーフ）屋根で、元はホハ2・5・6・10。35 - 38は丸屋根で、35・36は元は両備鉄道（後のJR西日本福塩線の一部）→神高鉄道（後の井笠鉄道神辺線）ナ19・20を継承したホハ18・19、37・38は元ホハ13・14で、いずれも井笠鉄道時代は車端部に扉が付けられていたが、西武鉄道入線時にオープンデッキに改造された。
山口線休止後、31-34はユネスコ村駅跡地に展示されたが、後に西武園ゆうえんち内に移設され、レストランポッポの食堂車として使用された。2011年6月には西武園ゆうえんちの再開発に伴い、羅須地人鉄道協会成田ゆめ牧場に31・33の2両が、けいてつ協会 風だより・風の高原鉄道に32・34の2両が譲渡された。また34は2023年に関水金属に引き取られ「KATO Railway Park」にて復元修復作業の上、動態保存される予定となっている[19]。
35-38は山口線休止後、31-34と共にユネスコ村駅跡地に展示されたが、1990年（平成2年）11月以降のユネスコ村再開発に伴い1993年（平成5年）10月に丸瀬布森林公園いこいの森へ譲渡。その後38は車体が解体され、台枠と台車が静態保存。35は西武鉄道時代の塗装のままで静態保存。36・37は井笠鉄道時代の塗色に復元され、雨宮21号蒸気機関車に牽引され動態保存されている。

## 駅一覧

### 案内軌条式鉄道化後
- 線路（全線単線） … ◇：列車交換可、｜：列車交換不可、∧：終点（列車交換可能）
- 駅番号は2013年3月までに順次導入された。[22]

| 駅番号 | 駅名               | 駅間キロ | 累計キロ | 接続路線                   | 線路 | 所在地          |
| ------ | ------------------ | -------- | -------- | -------------------------- | ---- | --------------- |
| SY01   | 多摩湖駅           | -        | 0.0      | 西武鉄道： 多摩湖線 (ST07) | ｜   | 東京都 東村山市 |
| SY02   | 西武園ゆうえんち駅 | 0.3      | 0.3      |                            | ｜   | 埼玉県 所沢市   |
|        | 東中峯信号場       | -        | (1.0)    |                            | ◇    | 埼玉県 所沢市   |
| SY03   | 西武球場前駅       | 2.5      | 2.8      | 西武鉄道： 狭山線 (SI41)   | ∧    | 埼玉県 所沢市   |

- 西武球場前駅は遠隔対応駅。

### 軽便鉄道時代
遊園地前駅 - （中峯信号所） - （山口信号所） - ユネスコ村駅